# Etlastenasellus mixtecus
Etlastenasellus mixtecus is een pissebed uit de familie Stenasellidae. De wetenschappelijke naam van de soort is voor het eerst geldig gepubliceerd in 1977 door Argano.